# Paphiopedilum gigantifolium
Paphiopedilum gigantifolium é uma espécie de orquídea terrestre, família Orchidaceae, que habita o centro sul de Sulawesi.